# Pavel Kušnir
Pavel Michajlovič Kušnir (in russo Павел Михайлович Кушнир?; Tambov, 19 settembre 1984 – Birobidzhan, 27 luglio 2024) è stato un pianista, scrittore e attivista russo oppositore del regime di Putin e primo prigioniero politico nella Russia moderna a morire durante uno sciopero della fame.

## Biografia
Nato in una famiglia di musicisti, ebrei non praticanti, Kušnir dimostrò un talento eccezionale come pianista fin da piccolo, eseguendo a 17 anni il ciclo completo dei 24 Preludi e Fughe di Šostakovič. Dopo essersi diplomato al Conservatorio di Mosca nel 2007, ha lavorato come pianista e accompagnatore in diverse città russe, diventando infine solista con la Filarmonica Regionale di Birobidzhan.
Kušnir si è impegnato nell'attivismo civile, partecipando alle proteste contro l'annessione della Crimea e la guerra in Ucraina, e aveva un piccolo canale YouTube in cui criticava il governo russo. È stato arrestato nel maggio 2024 per i suoi video e accusato di aver incitato pubblicamente ad attività terroristiche e per discredito delle forze armate, per aver condannato ad esempio il massacro di Buča. Secondo i suoi amici il pianista fu picchiato dalla polizia. Kushnir morì il 27 luglio 2024 in un centro di detenzione a Birobidzhan dopo cinque giorni di sciopero della fame. La sua morte suscitò interesse per le sue performance e le sue pubblicazioni, poco conosciute in vita. Lo stesso suo caso giudiziario non era noto alle organizzazioni per i diritti umani durante la sua breve detenzione. Il suo corpo fu cremato per volontà di sua madre e la famiglia, con opinioni opposte, non partecipò alla cerimonia.

## Opere letterarie
- Uwe Lausen, Life and Art , 2017
- (RU) Русская нарезка (Russian cut-up) (PDF), Дюссельдорф, Za-Za Verlag, 2014, ISBN 978-1-326-07822-5.
  - (RU) Русская нарезка (Russian cut-up), 2ª ed., Berlin, ISIA Media Verlag, 2024, ISBN 9783689599072.
- Noah, 2022
- The Birobidzhan Diary, 2024